# Aminy alifatyczne
Aminy alifatyczne – grupa organicznych związków chemicznych z grupy amin, w których grupa aminowa jest przyłączona bezpośrednio do łańcucha alifatycznego.

## Właściwości
Zasadowość prostych nasyconych amin alifatycznych jest nieco większa niż amoniaku. Ich pKa wynosi ok. 10–11 (dla amoniaku pKa = 9,3) i mieści się w tym zakresie niezależnie od rzędowości aminy. Jest ona ok. 5–6 rzędów wielkości wyższa niż zasadowość amin aromatycznych (np. dla aniliny pKa = 4,6) i heterocyklicznych (np. dla pirydyny pKa = 5,2).
| Nazwa             | Wzór strukturalny | Rozpuszczalność [g/100 g H 2O] | Temp. topn. [°C] | Temp. wrz. [°C] | pKa  | Rzędowość |
| ----------------- | ----------------- | ------------------------------ | ---------------- | --------------- | ---- | --------- |
| Metyloamina       |                   | 1156                           | −93              | −7              | 10,6 | I         |
| Etyloamina        |                   | mieszalna                      | −81              | 17              | 10,7 | I         |
| Dietyloamina      |                   | mieszalna                      | −50              | 56              | 11,0 | II        |
| Trietyloamina     |                   | 6,9                            | −12              | 90              | 10,6 | III       |
| Cykloheksyloamina |                   | mieszalna                      | −18              | 134             | 10,6 | I         |
| Piperydyna        |                   | mieszalna                      | −42              | 106             | 11,2 | II        |

## Otrzymywanie
Istnieje wiele metod otrzymywania amin alifatycznych:
- Alkilowanie amoniaku[7], np.

6NH
3 + 6CH
3CH
2I → CH
3CH
2NH+
2I−
 + (CH
3CH
2)
2NH+
I−
 + (CH
3CH
2)
3N+
I−
 + 3NH
4I
Z otrzymanych soli można wydzielić wolne aminy działaniem zasady, np. roztworem NaOH (np. CH
3CH
2NH+
2I−
 + NaOH → CH
3CH
2NH
2 + NaI + H
2O). Pomimo powstawania mieszaniny amin o różnej rzędowości, metoda ta ma znaczenie syntetyczne, gdyż można je stosunkowo łatwo rozdzielić za pomocą destylacji frakcyjnej.
- Przegrupowanie Hofmanna[8], np.

CH
3(O)NH
2 + Br
2 + 4NaOH → CH
3NH
2 + 2NaBr + Na
2CO
3 + 2 H
2O
- Przegrupowanie Curtisa[9], np. (sumaryczny zapis uproszczony):

CH
3(O)N=N≡N + H
2O → CH
3NH
2 + N
2↑ + CO
2↑
- Przegrupowanie Beckmanna[10], np. (sumaryczny zapis uproszczony; reakcja wymaga obecności kwasu, np. H
2SO
4):

R
2C=NOH + H
2O → RNH
2 + RCOOH
- Redukcja związków nitrowych[11], nitryli[12], amidów[13] i in. związków zawierających atom azotu na niskich stopniach utlenienia[11], np.

CH
3NO
2 + 3H
2 → CH
3NH
2 + 2H
2O
CH
3C≡N + [H] (np
. LiAlH
4) → CH
3NH
2
CH
3C(O)N(CH
2CH
3)
2 + [H] (np
. LiAlH
4) → (CH
3CH
2)
3N + H
2O